# مارسيلو إنغارامو
مارسيلو إنغارامو (بالإنجليزية: Marcelo Ingaramo)‏ هو لاعب كرة مضرب أرجنتيني سابق كان يلعب باليد اليسرى بدأ مسيرته كمحترف عام 1982.

## روابط خارجية
- مارسيلو إنغارامو على موقع رابطة محترفي التنس (الإنجليزية)
- مارسيلو إنغارامو على موقع الاتحاد الدولي لكرة المضرب (الإنجليزية)
- مارسيلو إنغارامو على موقع خلاصة التنس.كوم (الإنجليزية)